# Шарлот Генсбур
Шарло̀т Люсѝ Генсбу̀р (на френски: Charlotte Lucy Gainsbourg, звук) е френска актриса и певица.
Родена е на 21 юли 1971 година в Лондон в семейството на известния френски музикант Серж Генсбур и английската актриса и певица Джейн Бъркин, нейна по-малка полусестра е актрисата Лу Доайон. Започва да се снима в киното в ранна възраст, през 1986 година получава награда „Сезар“ за обещаваща актриса за ролята си в „Нахалната“ (L'Effrontée, 1985), а по-късно има най-големи успехи в сътрудничество с режисьора Ларс фон Триер във филмите „Антихрист“ (Antichrist, 2009), „Меланхолия“ (Melancholia, 2011) и „Нимфоманка“ (Nymphomaniac, 2013). След 2006 година издава и няколко успешни албума с инди поп музика.

## Избрана филмография
- „Нахалната“ (L'Effrontée, 1985)
- „21 грама“ (21 Grams, 2003)
- „Антихрист“ (Antichrist, 2009)
- „Меланхолия“ (Melancholia, 2011)
- „Нимфоманка“ (Nymphomaniac, 2013)
- „Всичко ще бъде наред“ (Every Thing Will Be Fine, 2015)
- „Снежният човек“ (The Snowman, 2017)